# Braxselet, Västerbotten
Braxselet är en sjö i Vindelns kommun i Västerbotten och ingår i Sävaråns huvudavrinningsområde.